# 你必須愛我
《你必須愛我》（英語：You Must Love Me）是美國女歌手瑪丹娜在1996年10月發行的歌曲，為電影《阿根廷別為我哭泣》（英語：Evita）的片中插曲，它同時獲得第69屆奧斯卡金像獎以及第54屆金球獎最佳電影主題曲殊榮，它在美國單曲榜最高成績為第18名。

## 資料

### 歌曲簡介
〈你必須愛我〉是改編自音樂舞台劇的電影《阿根廷別為我哭泣》（英語：Evita）裡面的插曲，原劇中並沒有這首歌，是該劇作曲家安德魯·洛伊·韋伯（Andrew Lloyd Webber）和作詞家提姆萊斯（Tim Rice）特地為電影版女主角瑪丹娜量身打造的抒情歌曲。〈你必須愛我〉收錄於《瑪丹娜之阿根廷別為我哭泣》（英語：Evita）電影原聲帶當中。

### 商業成績
〈你必須愛我〉在1996年11月16日進入告示牌單曲榜，首週成績第22名，第二週來到第18名，在第18名蟬連兩週之後名次始往下滑，它在榜內一共停留20週，單曲銷售數字達金單曲。〈你必須愛我〉在英國則於1996年11月2日先行登上英國單曲榜第10名。
〈你必須愛我〉在1997年獲得第69屆奧斯卡金像獎最佳原創歌曲獎，以及第54屆金球獎最佳電影主題曲獎。